# Rheumaptera confusa
Rheumaptera confusa är en fjärilsart som beskrevs av Mcdunnough 1937. Rheumaptera confusa ingår i släktet Rheumaptera och familjen mätare. Inga underarter finns listade.